# 湯徳章紀念公園
湯徳章紀念公園（とうとくしょうきねんこうえん、繁体字台湾語: 湯德章紀念公園、旧称大正公園）、または民生緑園（みんせいりょくえん、繁体字台湾語: 民生綠園）は
台湾台南市中西区にある交差点内の記念公園。市中心部を通る主要道路が交差する七叉路のラウンドアバウト（民生緑園円環）に囲まれており、台湾省道台20線の起点。永らく民生緑園とされてきたが、二・二八事件でこの地で銃殺刑に遭い犠牲となった弁護士坂井徳章（中国語名：湯德章）の功績を後世に伝えるために改名された。

## 歴史

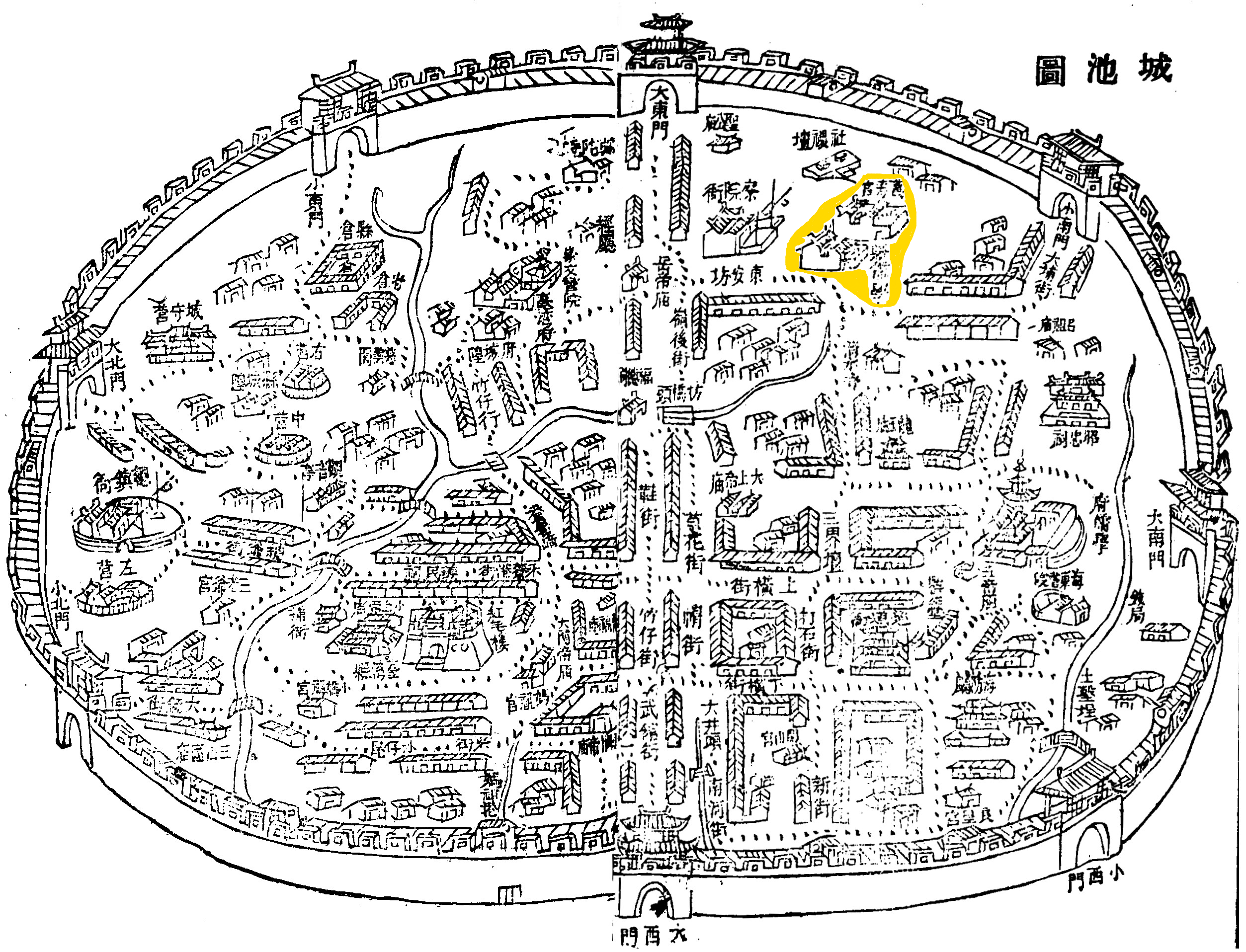
1807年の台湾府城。上部のマーキングされた箇所は万寿宮と県文廟所在地で、そこから真下（西）、中央付近に「三界壇」の表記がある。

清朝統治時代にこの一帯は「牛屎埕」あるいは「三界壇」と呼ばれており、台湾府城（台南城）の最高標高地点鷲嶺の南側傾斜地にあった。そのうち「牛屎埕」は付近に御史衙があったことに由来する「御史埕」の音が転じてのものとされている。
また清朝台湾府城の名士林朝英の邸宅がこの一帯にあった。「三界壇」は道教の廟に由来し、現在の民生路付近にあったが、現存しない。

### 防火空地

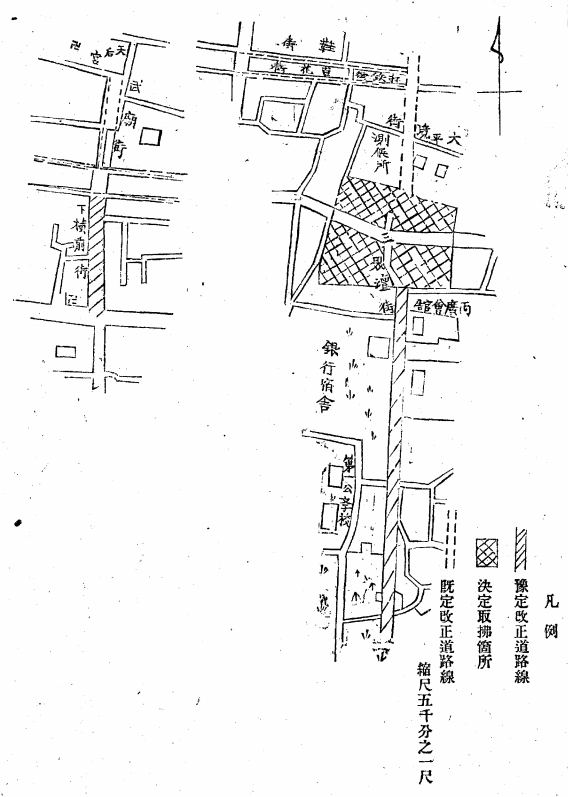
1906年台南庁告示131号附圖：右図斜線部分が公園の前身。中央の「銀行宿舎」は台湾銀行の宿舎で、その後台南州庁の用地となる。

1906年、台南庁が「火防其ノ他ノ必要ニ依リ」として出した告示第131号によると、三界壇を空地とし、同時に龍王廟街や下横街を街路拡幅（現南門路と忠義路）とする計画だった。これが公園の前身である。
1907年に空地内で児玉源太郎の第4代台湾総督就任を記念する寿像が建立・落成した。このため、当時を知る年配層の台南人は今でもこの場所を「石像」（白話字：chio̍h-siōng）と呼ぶことがある。
寿像は第二次世界大戦後に行方不明となったが、2015年12月に台湾歩兵第2連隊の駐屯地（現台南市北区にある市定古蹟「zh:原日軍步兵第二聯隊官舍群」）の地板の下から頭部が発見され、鑑定の結果雪花石膏材質のものと判明している。児玉像は文化局が保管し、修復後の公園には戻さないとしている。

### 市区改正と公園整備
1911年に公布された「台南市区改正計画」で、城壁を撤去し幹線道路を放射状に整備し、欧米型の区画概念を導入する計画が始まった。この計画では最終的に台南を格子状の道路と複数のラウンドアバウトで網羅し、児玉像のある防火空地もラウンドアバウトに変え、都市計画の中心点として7本の道路をここから放射状に市街地の各地を結び、周辺に当時の行政機関だった台南州庁やその他大小の官公庁を集中配置するというものだった。
1916年、台南市が名称を制定する際ここは石像にちなんで「児玉公園」となる計画だった。しかし最終的に当時の所在地の表記だった大正町に由来する「大正公園」と定められた。
戦後、台湾が国民政府に移管されると、全都市の住所表記が改訂され、公園も日本式から中華式の「民生緑園」となった。この名称は半世紀以上使われ、現在までに最も定着した名称となっている。

### 戦後から現在
1947年、中国国民党による国民政府の深刻な腐敗施政への反抗をきっかけに二二八事件が発生。日台混血の弁護士湯徳章（日本名：坂井徳章）は治安維持のために、蜂起する市民から武器を回収するなど鎮圧の口実を軍に与えないよう奔走したものの、反乱罪の罪状を問われここで銃殺刑に遭った。ただし後年に台湾高等法院台南分院は徳章に無罪を宣告している。
その後、公園内に孫文の銅像が設置された。由来については2説ある。1964年、台南市政府が日本に残留していた中国の美術家劉獅（1913-1997）に31万元で塑像製作を依頼したというもの。もうひとつは1975年に台南第一国際ライオンズクラブ（繁体字台湾語: 臺南第一國際獅子會）が寄贈したというもの。
1997年、初の民主進歩党籍の台南市長に就任した張燦鍙は、平和記念日（和平紀念日）を翌日に控えた1998年2月27日に民生緑園を「湯德章紀念公園」に改名し、德章が銃弾に倒れた場所に半身像を建てることを宣布した。
2018年12月17日、清朝台湾唯一の芸術家とされる林朝英を記念する台南市美術館所蔵のモニュメントが設置された。

### 孫文像破壊事件
2013年初頭、台南第一国際ライオンズクラブが市政府に「孫文像は建立されて以降経年劣化しており、破損・倒壊する危険があるため、通行人の安全を確保するべく移設すべき。」と陳情した。
このときの市長で後に行政院長に転身することになる頼清徳は、市政府が徳章の命日を「湯徳章紀念日」とし、孫文像の移設にも前向きである旨を回答した。
これに対し、中国国民党の台南市党部主委で台南市議員を務めていた謝龍介（2025年現在は立法委員）は「孫文像は移設せず、市政府予算で修復されなければならない」と反対を表明した。
同年9月2日、元市長の張燦鍙は「孫文は権威をひけらかす統治者ではなかった。争議は無用であり、反対は無意味なものだ」と発言、像の現状維持後の安全問題について建議した。
また、「孫文像は移転させる必要はない。争議があったならその時点でとっくに撤去されていただろう」と汎緑の急進派をたしなめている。
台南市政府文化局は、市定古蹟の「旧台南大正公園」、すなわちここ民生緑園は日本統治時代の市内各地の重要地点を結び付けただけでなく、旧台南州庁（現国立台湾文学館）や旧台南州会（前市議会）、警察署（現台南市立美術館）やハヤシ百貨店など現存する同時期の歴史的建造物群にも隣接しているが、戦後に設置された孫文像は歴史的に同じ脈絡を有しておらず、戦前の史蹟である公園に似つかわしくないことから、日本時代の史蹟を再考察する障害を取り除くためにも、移設したほうが公園が周辺との一体性をより高め、市の文化面や観光面で相乗効果を見込めるとの立場を表明した。
2014年2月22日、重さ約600kgの孫文像が引き倒された。実行者は独立派の社会運動団体で社団法人「公投護台湾聯盟」の発起人かつ代表の蔡丁貴率いる数十人の同調者だった。2本のロープを像に縛り、人力で引き倒した。そして白い塗料で「ROC OUT」とメッセージを書き込み赤い塗料を浴びせた。（ROCは中華民国の英略称で「ROCK OUT」にかけたもの）。
その後の警察の調査で、引き倒された銅像は小腿部が断裂し、その痕跡がくっきりと残っていた。つまり先に工具で亀裂を入れてからロープで引き倒したものと明らかになった。
2017年2月15日、台南市政府は残っていた台座を撤去すると発表した。

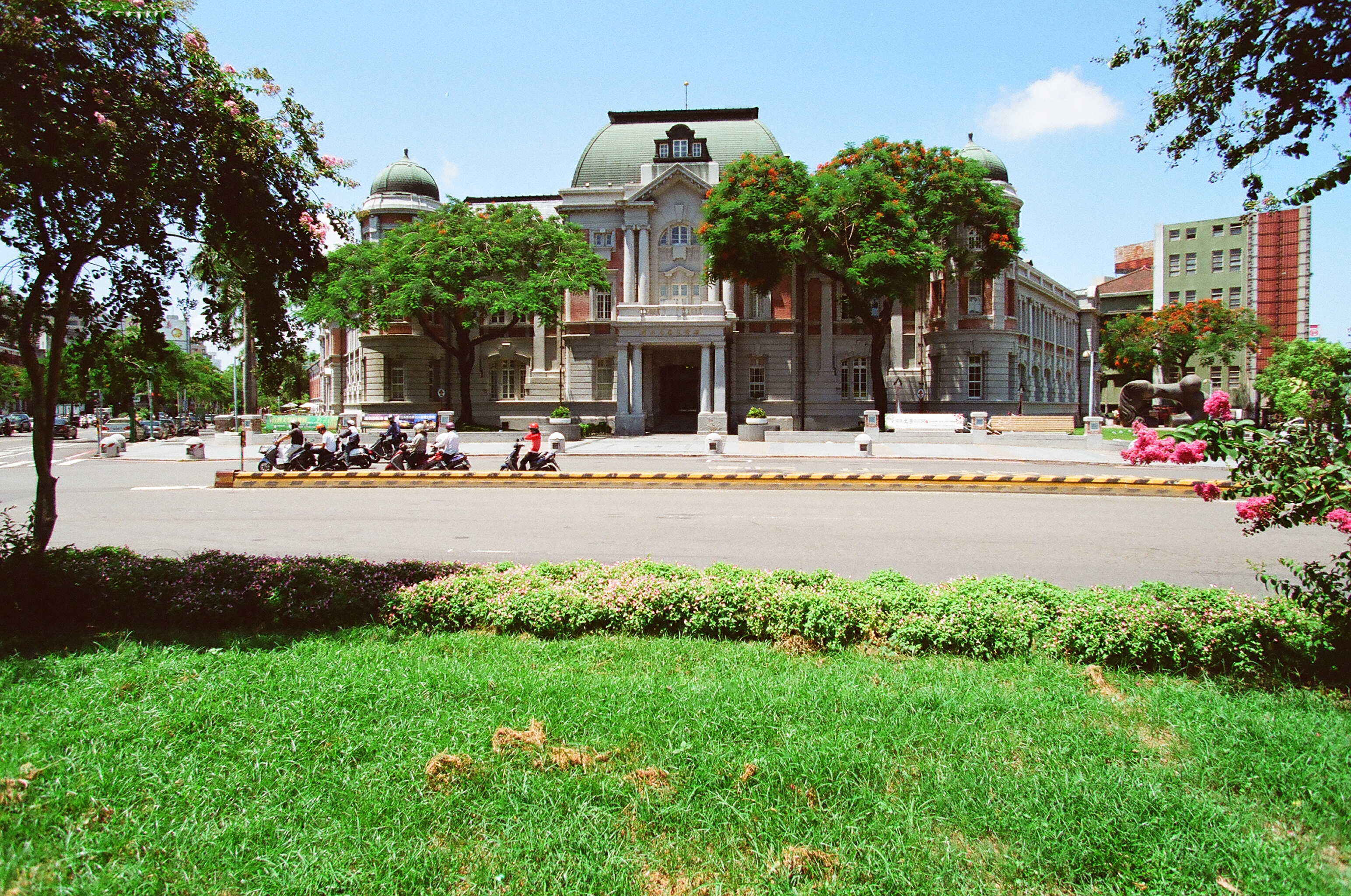
公園からみた国立台湾文学館（旧台南州庁）
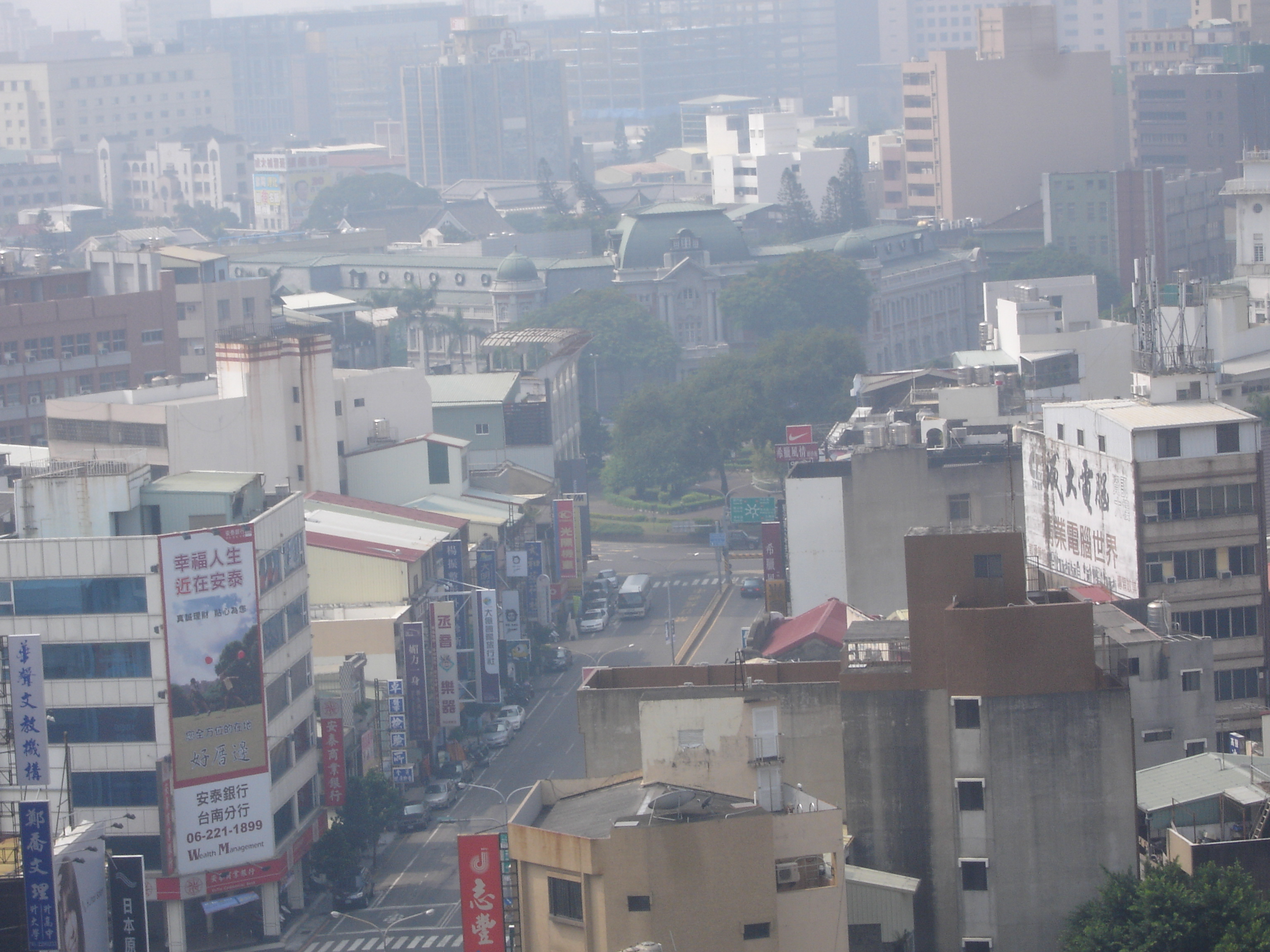
中山路上空からみた公園と文学館
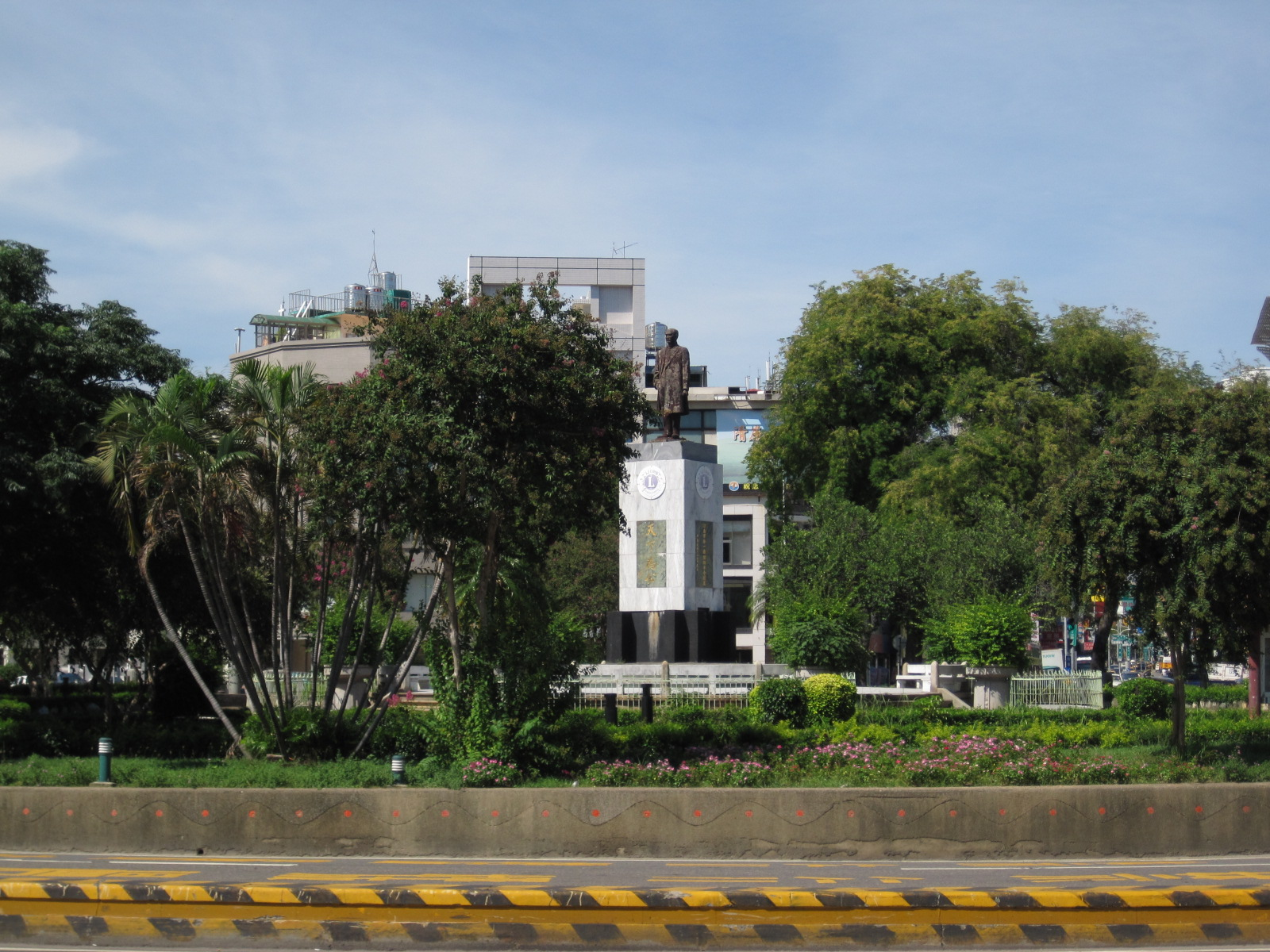
公園の孫文像
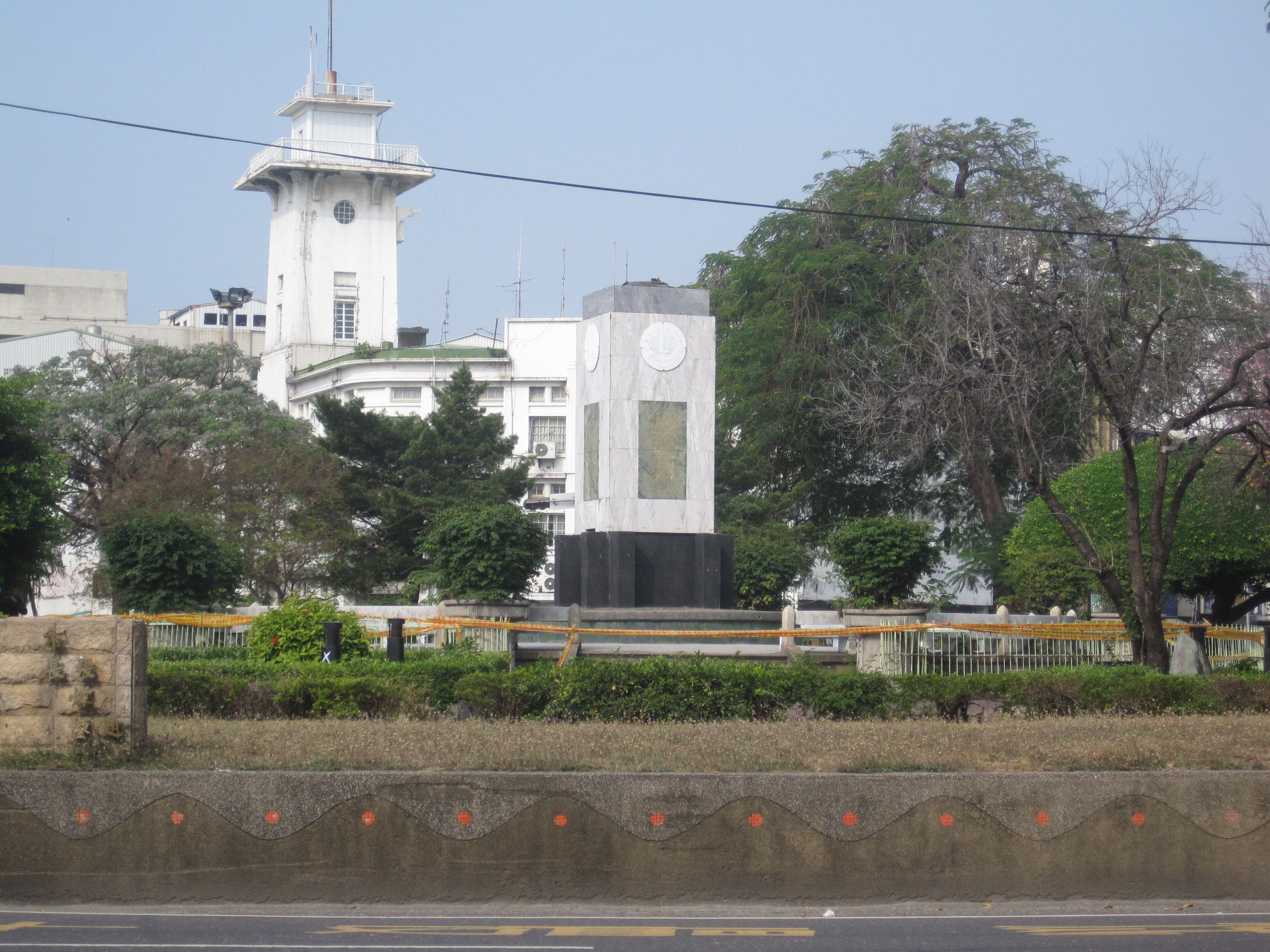
像が倒され台座だけが残った公園
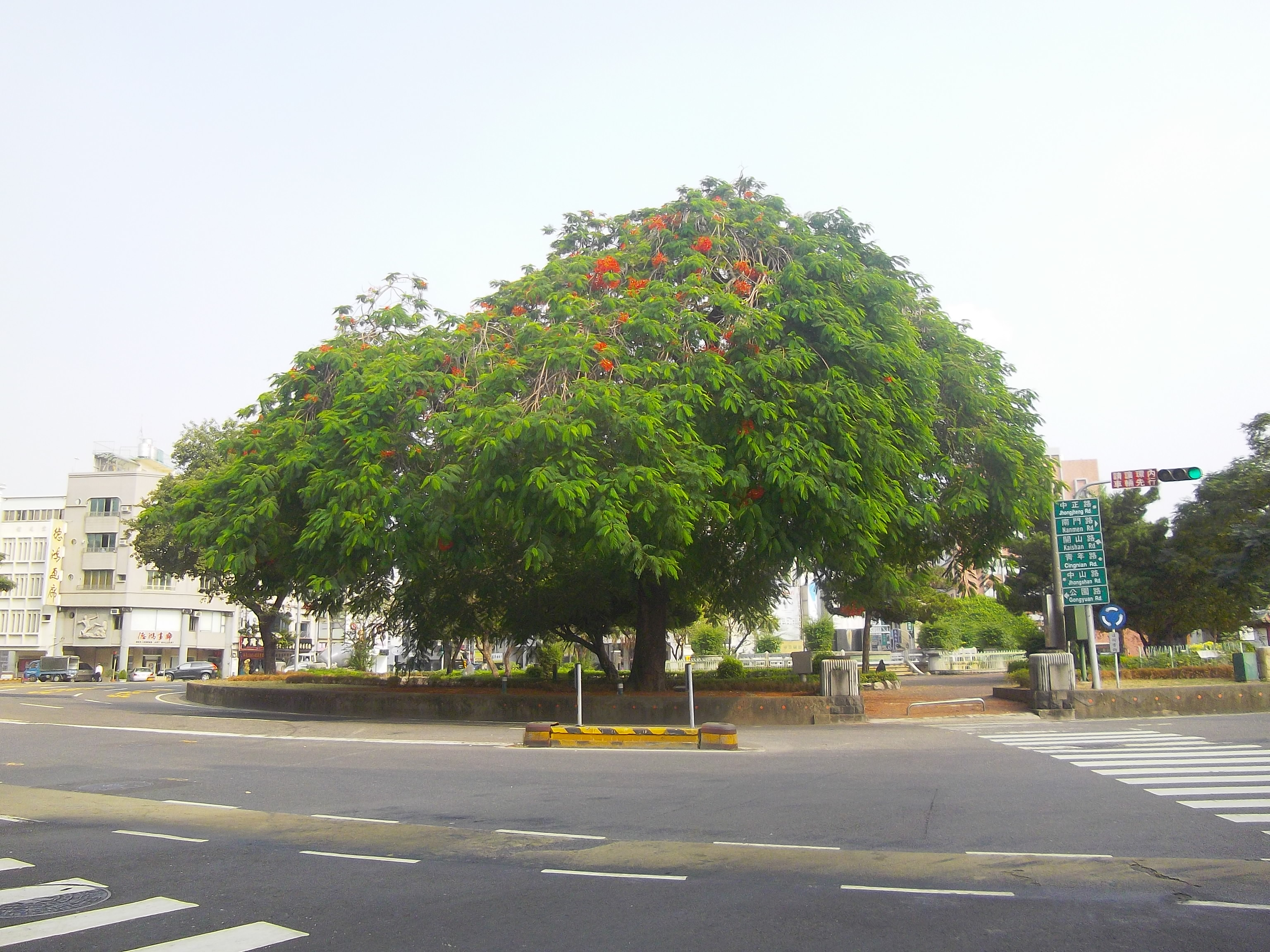
公園のホウオウボク

同年9月、市は公園の修復に着手。翌2018年に完了予定。

## 交通

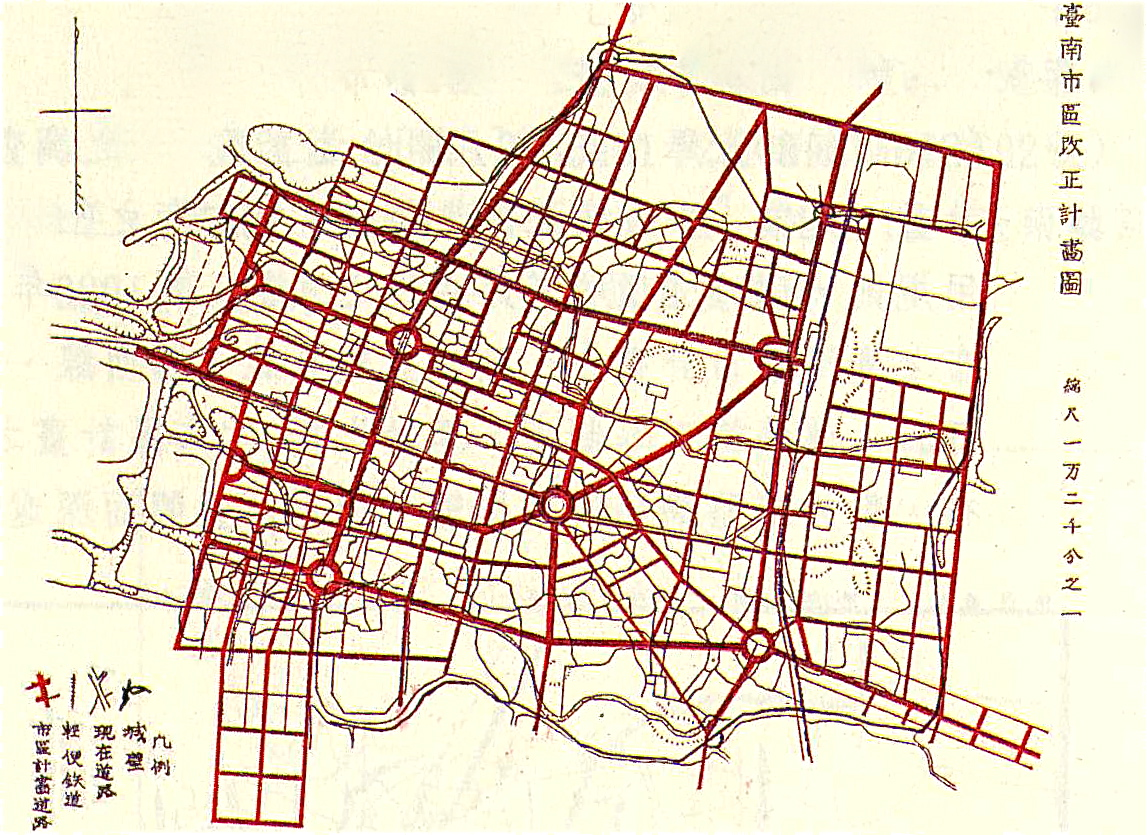
1911年の台南市区改正計画図。大正公園が中央に位置する

都市計画が実現して以降、公園のラウンドアバウトは台南市の道路網の中心地となった。7本の道が合流することから、この辺りは通称「七条通」と呼ばれている。日本統治時代には花園町通、大正町通、清水町通、開山町通、幸町通、末広町通、錦町通と呼ばれた7本の道路の交差点となった。この七辻は市街地の幹線道路としてだけではなく、鉄道駅（台南駅）と運河埠頭を結び、縦貫道（現在の縦貫公路、即ち台1線の前身）の市内区間を構成した。
7本の道路は同時開通ではなく、数段階に分けて整備された。花園町通と錦町通が最初に開通し、1922年の「台南市全図」では末広通と開山通は未開通を示す破線表示だった。
注釈として「市区改正予定線」と書かれていた。1935年の「台南市街図」によると、開山町通はこの時点でも未完成だった。戦後は7本の道路も全て中華風の公園路、中山路、青年路、開山路、文廟路、中正路、民生路と改名され、文廟路は南門路に再併合された。下表参照。
日本統治時代は、内地（日本本土）と同じく左側通行だった。つまり時計まわりであり、戦後の右側通行導入後は逆時計まわりに改められている。ラウンドアバウト内は内側外側でそれぞれ2車線あり、内側が高速、外側が低速と定められている。
| 道路標識図 | 現名称         | 旧名称   | 終点                                              | 備考                                         |
| ---------- | -------------- | -------- | ------------------------------------------------- | -------------------------------------------- |
|            | 23 公園路      | 花園町通 | 渓頂寮                                            | 縦貫道。台南公園が由来。現在の安南区方面へ。 |
| 中山路     | 大正町通       | 台南驛   | 後に台20線の一区間となる。驛は現在は「車站」 表記 |                                              |
| 青年路     | 清水町通       | -        | 台南の主要市場だった東菜市があった。              |                                              |
| 開山路     | 開山町通       | -        | 縦貫道を構成。開山神社（延平郡王祠）に由来        |                                              |
| 23 南門路  | 幸町通、文廟路 | 桶盤浅   | 孔子廟や大南門の寺院があり、南部近郊を結ぶ        |                                              |
| 226 中正路 | 末広町通       | 臺南船溜 | 日本統治時代の台南の中心地。運河の埠頭があった。  |                                              |
| 222 民生路 | 錦町通         | 安平     | 現安平路に接続、安平に至る                        |                                              |

## 文化園区

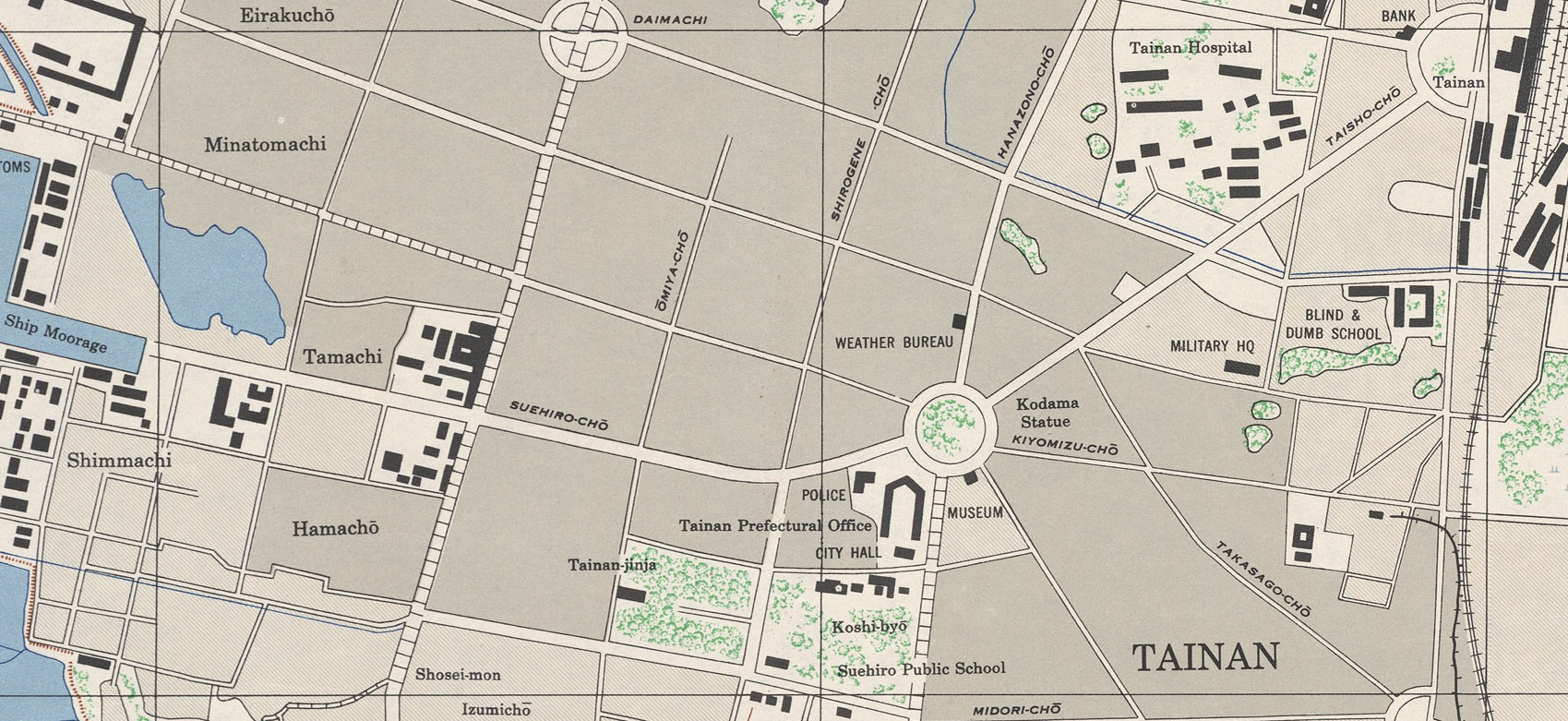
日本統治時代末期の米軍地図。円環にKodama Statue（児玉像）の注釈があり、道路は台南運河と台南駅を結んでいた。

過去の日本統治が威厳性のある公共建築物と商業上の繁栄を残した故か、現在もここに日本統治の面影を残す歴史的建築が存在することが受容されている。代表的なものは1916年に落成した旧台南庁の庁舎であり、1920年の新市制で台南州庁となった。台南州は現在の5県市を含み、戦後は現在の台南市政府が庁舎として使用した。
よって明朝、清朝、日本時代を包括する古蹟がこのエリアに密集している。2001年から2期10年に渡り市長を務めた許添財の任期中に、エリア全体を通称する「民生緑園文化園区」が成立した。
| - 開隆宮 - 聖母無玷原罪始胎堂（別名：太平境教会） - 呉園（台南公会堂） - 台湾首廟天壇 - 旧台南測候所 - 旧台南合同庁舎 - 開基三官廟 - 鄭氏家廟 - 旧日本勧業銀行台南支店（現台湾土地銀行） - ハヤシ百貨店 | - 忠義国小 - 旧台南州庁 - 旧台南警察署 - 旧台南武徳殿 - 台南孔子廟 - 開基永華宮 - 旧嘉南大圳組合事務所（現嘉南農田水利会） - 旧台南地方法院 - 台湾府城隍廟 - 鶯料理（料亭） |  |

### 現存しないもの
- 台南郵便局（中国語版）
- 両広会館（中国語版）（日本時代の教育博物館。かつて台湾最大の広東式建築）
- 旧台南図書館
- 台南神社